# Tu peux embrasser le marié
Pour plus de détails, voir Fiche technique et Distribution.
Tu peux embrasser le marié (Puoi baciare lo sposo) est un film italien réalisé par Alessandro Genovesi, sorti en 2018 au cinéma. Le film s'inspire de la comédie musicale américaine My Big Gay Italian Wedding.

## Synopsis
Paolo et Antonio vivent ensemble à Berlin. Antonio demande Paolo en mariage, et ce dernier en profite pour accompagner Antonio chez ses parents dans leur village de Bagnoregio et faire leur connaissance. Avec eux voyagent leur amie Benedetta et leur nouveau colocataire Donato, un chauffeur de bus adepte du travestissement. Mais quand Antonio annonce qu'il épouse Paolo, son père, le maire du village, refuse de les marier, et sa mère exige que le mariage se fasse néanmoins au village, et en présence de la mère de Paolo. De plus, Antonio a une ex qui le harcèle, Camilla,.

## Fiche technique
- Titre original : Puoi baciare lo sposo
- Réalisation : Alessandro Genovesi
- Scénario : Giovanni Bognetti et Alessandro Genovesi
- Musique : Andrea Farri
- Photographie : Federico Masiero
- Montage : Claudio Di Mauro
- Costumes : Daniela Salernitano
- Société de production : Medusa Film, Colorado Film
- Société de distribution :
- Pays de production :  Italie
- Langue originale : italien
- Genre : comédie dramatique
- Durée : 90 minutes 9
- Dates de sortie :
  - Italie : 1er mars 2018
  - France : 16 septembre 2021

## Distribution
- Cristiano Caccamo : Antonio Brambilla
- Salvatore Esposito : Paolo Baiello
- Dino Abbrescia : Donato Lavopa
- Diana Del Bufalo : Benedetta Stanchi
- Diego Abatantuono : Roberto Brambilla
- Monica Guerritore : Anna Di Gastoni
- Beatrice Arnera : Camilla Fonteggi
- Antonio Catania : frère Francesco Palmisani
- Rosaria D'Urso : Vincenza Quintone
- Enzo Miccio : lui-même

## Accueil

### Box-office
Le film recueille d'abord 1 251 476 euros à sa sortie en Ialie, et va jusqu'à 2 222 809 euros.